# トム・コートネイ
トーマス・ダニエル・コートネイ（Sir Thomas Daniel Courtenay、CBE、1937年2月25日 - ）はイギリス・ヨークシャー州のキングストン・アポン・ハル出身の俳優。名字の発音 ([ˈkɔːrtni]) は「コートニ」に近い。

## 略歴
王立演劇学校で学び、1960年に舞台デビュー。エディンバラ・フェスティバルにて『ハムレット』の舞台に立つなど活躍。また、『長距離ランナーの孤独』や『ドクトル・ジバゴ』といった映画作品にも出演して注目され、『ドクトル・ジバゴ』ではアカデミー助演男優賞に、『ドレッサー』ではアカデミー主演男優賞にノミネートされた。
その後、映画やテレビにも出演しているが、これまでトニー賞に2度ノミネートされるなど、主に舞台俳優として活躍している。
2001年にナイトの称号を得ている。

## 主な出演作品

### 映画
- Private Potter (1962)
- 長距離ランナーの孤独 The Loneliness of the Long Distance Runner (1962)
- Billy Liar (1963)
- 銃殺 King & Country (1964)
- クロスボー作戦 Operation Crossbow (1965)
- ドクトル・ジバゴ Doctor Zhivago (1965)
- 将軍たちの夜 The Night of the Generals (1966)
- 魚が出てきた日 The Day the Fish Came Out (1967)
- 地獄のかけひき Otley (1968)
- 雨のパスポート To Catch a Spy (1971)
- イワン・デニーソヴィチの一日 One Day in the Life of Ivan Denisovich (1971)
- ドレッサー The Dresser (1983)
- ビル・コスビーのそれ行けレオナルド Leonard Part 6 (1987)
- ハロルド・スミスに何が起こったか? Whatever Happened to Harold Smith? (1999)
- ディケンズのニコラス・ニックルビー Nicholas Nickleby (2002)
- デイ・アフター 首都水没 Flood (2007)
- ライラの冒険 黄金の羅針盤 The Golden Compass (2007)
- カルテット! 人生のオペラハウス Quartet (2012)
- モネ・ゲーム Gambit (2012)
- リスボンに誘われて Night Train to Lisbon (2013)
- さざなみ 45 Years (2015)
- バーニー・トムソンの殺人日記 The Legend of Barney Thomson (2015)
- ダッズアーミー Dad's Army (2016)
- ガーンジー島の読書会の秘密 The Guernsey Literary and Potato Peel Pie Society Eben (2018)
- キング・オブ・シーヴズ King of Thieves (2018)
- ロイヤルコーギー レックスの大冒険 The Queen's Corgi (2019) ※声の出演
- イントゥ・ザ・スカイ 気球で未来を変えたふたり The Aeronauts (2019)

### テレビシリーズ
- リトル・ドリット Little Dorrit (2007)
- 埋もれる殺意 〜39年目の真実〜 Unforgotten (2015)